# Laura Adriani
Laura Adriani (* 4. April 1994 in Rom) ist eine italienische Schauspielerin.

## Leben und Karriere
Nach dem Abitur begann Laura Adriani ein Psychologiestudium, übernahm aber auch schon während des Studiums kleine Filmrollen.
2007 gab sie ihr Schauspieldebüt in der TV-Serie Caravaggio. 2008 trat sie in einer Episode der TV-Serie Don Matteo auf. Im folgenden Jahr übernahm sie die Rolle als Vicky in der Serie Vicky TV.
2010 spielt sie in der TV-Serie I Cesaroni die Hauptrolle der Miriam Di Stefano. Diese Rolle machte sie in Italien berühmt.
2014 gab Paolo Genovese ihre eine Rolle in seiner Filmkomödie Tutta Colpa di Freud.
Ihr letzter Film Il colore nascote delle cose unter der Regie von Silvio Soldini lief 2017 in Venedig außerhalb des Wettbewerbs.

## Filmografie
- 2012 Un angelo all’inferno
- 2013: MultipleX
- 2013: Era santo, era uomo
- 2014: Tutta colpa di Freud
- 2014: Mi chiamo Maya
- 2016: Questi giorni
- 2017: Die verborgenen Farben der Dinge (Il colore nascote delle cose)